# Бюрисвик
Бюрисвик (на шведски: Burgsvik) е селище в югоизточна Швеция, лен Готланд, община Готланд. Намира се в южната част на остров Готланд. До селището се намират Бюрвикските пластове – известна геоложка поредица от силурския период.